# Oberbüren
Oberbüren (toponimo tedesco) è un comune svizzero di 4 272 abitanti del Canton San Gallo, nel distretto di Wil.

## Storia
Presso l'abbazia di Sankt Gallenberg si trovano tracce d'insediamenti protoceltici; qui, a Sonnental e a Ufhofen furono anche rinvenute monete romane. Oberbüren risulta citata nel 745 come Chiperativilare, Gebertschwil (l'odierna frazione Niederwil) nell'817 come ad Purias e la frazione Glattburg come Clataburuhc, secondo documenti originali dell'abbazia di San Gallo.
L'attuale comune fu costituito con la fondazione del Canton San Gallo, nel 1803, attraverso l'unione delle parrocchie di Oberbüren e Niederwil e della località di Durstudlen (o Thurstude, rimoniata Sonnental nel 1880), fino ad allora appartenente alla parrocchia di Henau (l'odierno comune di Uzwil). La stazione termale di acque fredde di Bad Buchental, che fu costruita nel 1843 e che attirava ospiti da tutte le zone circostanti, fu distrutta da un incendio nel 1912.

## Monumenti e luoghi d'interesse
A nordest della foce della Glatt sorge l'abbazia di Sankt Gallenberg, benedettina, popolarmente nota anche come Kloster Glattburg ("convento della Glattburg"). Presso l'abbazia sono conservati un cucchiaio di legno, che la tradizione vuole sia appartenuto a santa Viborada di San Gallo, rivestito d'argento successivamente alla morte della santa, e una coppa di argento, dalla quale con il cucchiaio veniva prelevato il cosiddetto "vino benedetto di Santa Viborada" nel giorno anniversario del martirio della santa.

## Amministrazione

### Gemellaggi
- Zwischbergen[senza fonte]